# Cassine
Cassine (piemontiul: Cassèine, helyi nyelvjárásban: Cassèini) település Olaszországban, Piemont régióban, Alessandria megyében. Lakosainak száma 2801 fő (2023. január 1.). Cassine Alice Bel Colle, Castelnuovo Bormida, Gamalero, Maranzana, Mombaruzzo, Ricaldone, Rivalta Bormida, Sezzadio, Strevi és Bruno községekkel határos.

## Népesség
A település lakossága az elmúlt években az alábbi módon változott:
| Lakosok száma | 2974 | 2953 | 2801 |
|               | 2017 | 2018 | 2023 |